# Чугуй Олексій Прокопович
Чугуй Олексій Прокопович (29 січня 1935, Поділ) — український драматург, учений-літературознавець, кандидат філологічних наук (1970), доцент (1979).

## Життєпис
Народився в селі Поділ, Великобагачанського району, Полтавської області у багатодітній селянській родині.
1952 р. — закінчив Подільську 7-річну школу (Великобагачанського району, Полтавської області).
1955 р. — закінчив Зміївську середню школу № 1 (місто Зміїв, Харківської області).
1955—1960 рр. — навчався на філологічному факультеті (українське відділення) Харківського державного університету ім. О. М. Горького (тепер — Харківський національний університет ім. В. Н. Каразіна). Під час навчання брав активну участь у студентському театрі «Прозріння», який через деякий час очолив.
1960—1972 рр. — працював учителем української мови та літератури на Донеччині, а потім у Харкові.
1970 р. — після закінчення заочної аспірантури захистив кандидатську дисертацію, присвячену вивченню життя і творчості Івана Тобілевича (Карпенка-Карого).
1972—2010 рр. — працював у Харківському національному університеті ім. В. Н. Каразіна, обіймаючи посади доцента кафедри історії української літератури, заступника декана, виконувача обов'язки декана філологічного факультету.

## Наукова діяльність
Олексій Прокопович Чугуй — автор понад 100 наукових і науково-публіцистичних розвідок, у тому числі монографій «Драматургічна майстерність І. Карпенка-Карого» і «Драматургічні елементи в ліриці Т. Г. Шевченка».

## Літературна творчість
Олекса Чугуй написав і оприлюднив близько 20 п'єс про найскладніші й найболісніші сторінки української історії і сьогодення («Червоний смерч», «Лісові гості»). Об'єктом художньої уваги драматурга є також депортація мирного населення з Кримського півострова («Кримські русалки»), крах тривалого й кровопролитного більшовицького експерименту («Замах на чорта»), продажність, лицемірство і жорстокість комуністичної еліти («Вершина кохання», «Агонія дракона»), чорнобильська трагедія («Чорна троянда»). Не менш привабливими і вагомими є драматургічні портрети Григорія Сковороди («Велике пророцтво»), Василя Каразіна («Зрадлива доля»), Олеся Гончара («Нескорений собор»), Леся Курбаса («Кривава прем'єра»), Володимира Івасюка («Червона рута»), Івана Котляревського («Степовий орел»), Олександра Мишуги («Солов'їна доля»).
В основі фабули  дилогії «Червоний смерч» (2001) злочинна ідея  Леніна (пізніше естафету перехопив Сталін) влаштувати  на теренах України штучний голод, спрямований на винищення мільйонів селян. У плані жанру автор схарактеризував її як трагікомедію.  Трагічне тут органічно поєднується з комічним. Водночас з точки зору  літературного напряму тут чимало  ознак, характерних для «театру абсурду», оскільки більшість вчинків її  персонажів із числа представників більшовицької влади навряд чи продиктована здоровим глуздом. Вже сама  ідея приборкати непокірливих українців завдяки  масовому голодомору  жодним чином не корелюється з християнською заповіддю не вбий. З точки зору нормальної, психічно-здорової людини це повний абсурд.
Дія в дилогії паралельно відбувається на батьківщині Гоголя  – селі Великі Сорочинці — і кабінеті керманича Радянської імперії Володимира Леніна, а згодом Сталіна. Виконуючи  розпорядження кремлівських зверхників, місцеві більшовицькі князьки відбирають у селян  останнє, у тому числі й те, що не має жодного відношення до так званої продовольчої програми — коштовні речі, одяг  та все, що впаде в око. Більше того, вони відбирають життя у тих, кого на свій розсуд призначають ворогом радянської влади.  І сама назва дилогії, і назви обох її частин  («Бенкет голодних» і «Весілля людоїдів»), а також окремі прізвища (Голопупенко, Вовк, Січовенко)  – вельми красномовні. Між діями у першій і другій п'єсах розрив у   часі — десять років, рівно стільки, скільки насправді було поміж двома великими лихоліттями 1920-х і 1930-х років. Політику Леніна щодо України продовжує Йосип Сталін. За його переконанням, провести стовідсоткову колективізацію в українському селі можна лише шляхом влаштування масового голодомору. Непокоїть генсека тільки те, що на  шляху до світового панування у нього з'являється  серйозний суперник — новий правитель нацистської Німеччини Адольф Гітлер. Однак через деякий час він усвідомлює, що Гітлера варто всіляко підтримувати, оскільки тільки фюреру під силу розв'язати світову війну, котра за марксистсько-ленінським вченням має трансформуватись у бажану для комуністів світову революцію. Позитивний персонаж у дилогії, за великим рахунком, один –  ватажок повстанців Сава Січовенко. Він організовує відправку  до Москви  ешелону зі скелетами, аби Сталін на власні очі пересвідчився, яких масштабів досяг в Україні голод.
Справжньою перлиною сучасної української драматургії є невеличка п'єса «Лісові гості» (2013). Дія відбувається  на теренах Західної України відразу після закінчення Другої світової війни. В центрі уваги  майор Червоної армії   Роман Бойчук. Пройшовши фронтовими дорогами пів-Європи, він, весь увішаний орденами, нарешті повертається до рідного обійстя, де сподівається на теплу зустріч з ріднею й коханою дівчиною. Але вдома на нього чекає лише старенький дідусь. Поки Роман воював за Батьківщину і Сталіна батька розстріляли за те, що під час колективізації  «вчинив опір, коли забирали в нього нажиті багаторічною важкою працею землю і худобу»,  матір «запроторили до Сибіру», де вона, імовірно, й згинула, а наречену  Мар'янку перед тим, як силоміць вивезти з рідного краю, ще й зґвалтували. Відтак у Романа виникає цілком резонне запитання: «За що я воював?!» Однак переходити на бік бандерівців  вчорашній фронтовик не поспішає, позаяк щиро переконаний у тому, що «це ще більші грабіжники, ніж фашисти». Прозріння настає лише тоді, коли він  на власні очі спостерігає за шляхетною поведінкою лісових гостей і злодіяннями переодягнутих у форму вояків УПА енкаведистів. За таких обставин герой О. Чугуя, ймовірно, мав би остаточно порвати зі своїм минулим. Проте драматург вирішує це питання дещо по-іншому. Перед тим, як приєднатися до повстанців, у його героя відбувається діалог зі старим Бойчуком:
З а х а р (указує на лежачий мундир). А з цим, радянським мундиром, що робити?
Р о м а н. Зберегти для майбутнього музею. Разом з одягом воїнів УПА.
З а х а р (здивовано). Навіщо?
Р о м а н. Щоб нащадки знали, що без українців ніяка армія не змогла б звільнити Європу від коричневої чуми. У мундирі радянського воїна я воював проти гітлерівських варварів, а в одязі УПА — проти сталінських людожерів.
Цей дещо несподіваний авторський прийом дає змогу акцентувати увагу на єдності українського народу навіть у складні часи  громадянського протистояння, на тому спільному, що має стати основою  для примирення ветеранів Червоної армії  і колишніх вояків УПА. Для драматурга цілком очевидно, що  під час Другої світової війни і ті, і ті боролися з ворогами всього цивілізованого людства, а отже, й ворогами українського народу. Відтак їхні мундири мають висіти поруч.
Більшість творів Олексія Чугуя одержали сценічне втілення у студентському театрі «Прозріння» при Харківському національному університеті імені В. Н. Каразіна та навчально-експериментальній студії факультету театру, кіно і телебачення Харківської академії культури.